# 애플시드 알파
《애플시드 알파》(영어: Appleseed Alpha, 일본어: アップルシード アルファ)는 2014년 공개된 애니메이션 영화로, 《애플시드》의 리부트 작품이다.